# Sternutatoire

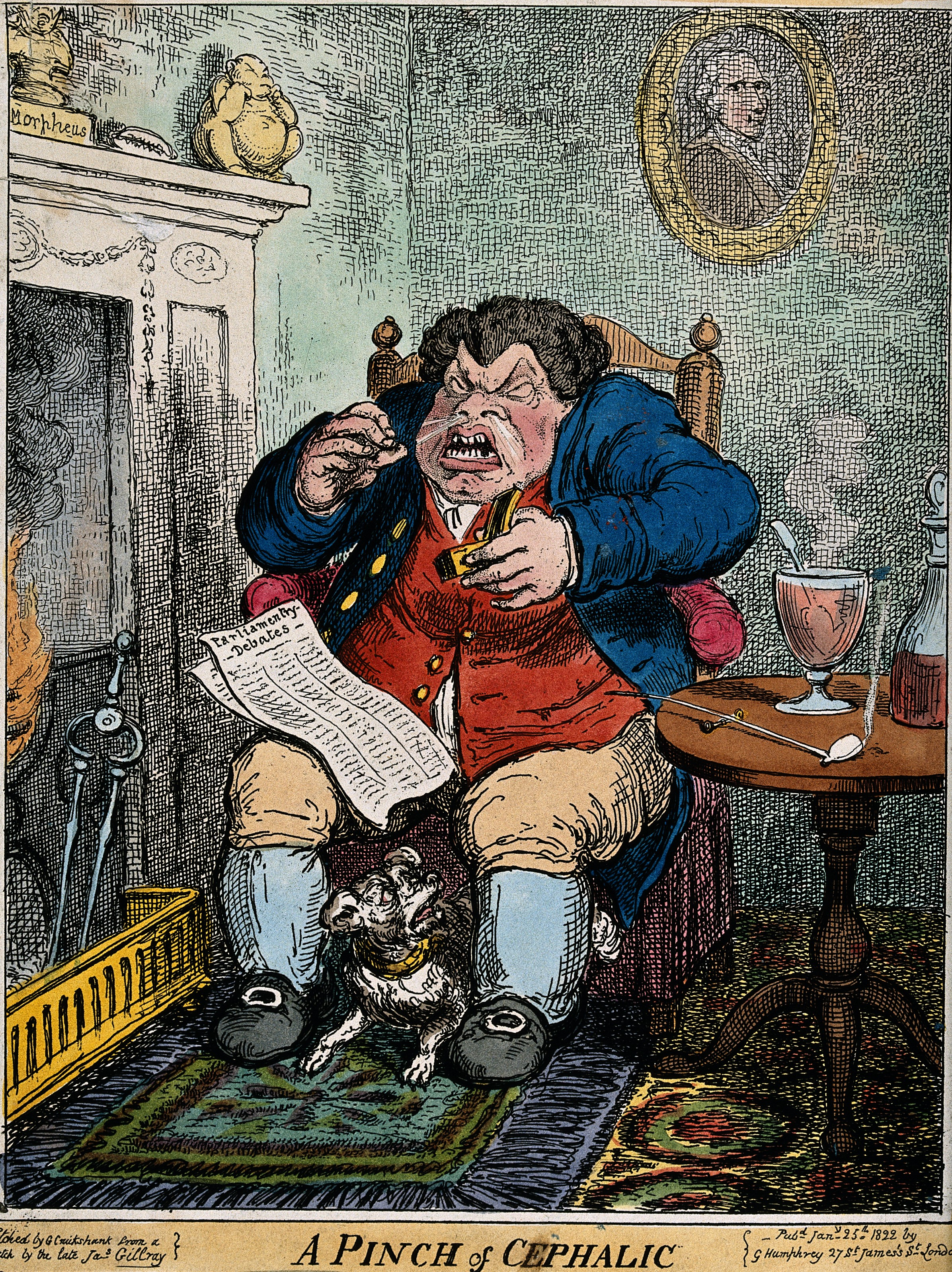
« Parliamentry debates ». Une pincée de céphalique (pinch of cephalic) gravure par George Cruikshank d'après un croquis de James Gillray.

Un sternutatoire est une substance ou un remède destinés à être introduits dans le nez, dont la vertu spéciale consiste à pouvoir produire l’éternuement. C'est un élément de la médecine humorale, qui concevait que le cerveau renferme de la morve, appelée pituite ou flegme, et qui s'évacuant en coulant, formait différents catarrhes, que l'on comprend aujourd'hui comme une inflammation, soit des rhumes, des conjonctivites ; des bronchite et des entérites, etc. La dyscrasie des humeur. particulièrement la pituite, pouvait influer sur le caractère et le tempérament : on employait des sternutatoires pour purger le cerveau et rétablir la crase ; la crase (κρασία) galénique servait à définir le tempérament justement équilibré.
Les sternutatoires ont par la suite trouvé un usage récréatif, jusqu'à la Révolution française qui en a proscrit l'usage en société.
L'expression « sternutatoire » est employée aujourd'hui adjectivement dans certaines expressions comme réflexe photo-sternutatoire.
Achillea ptarmica est aussi appelée achillée sternutatoire ou achillée ptarmique, parce que considéré comme sternutatoire.

## Chez les Anciens
Chez Hippocrate, l'éternuement (πταρμόν), associé à l’idée d’évacuation spontanée des humeurs, une purge du cerveau, était synonyme de rétablissement de la santé. Le monde grec antique a développé une sémiologie du corps humain dans laquelle les éternuements prennent une place particulière. Contrairement à la toux (et au rhume), Aristote attribue une origine divine aux éternuements. On essayait, rapporte Aristote, de ranimer les mourants en leur donnant un médicament qui les fasse éternuer ; et s' ils ne pouvaient, c'est qu'ils étaient perdus (Problèmes XXXIII, 9). Dans Les problèmes d'Aristote, la section. XXXIII. Du nez : 

« Le pet est le vent qui sort du bas des intestins et le rot vient du ventre d'en haut tandis que l'éternuement vient de la tête. C'est parce que cette dernière région est la plus sacrée que nous vénérons comme sacré le vent qui en sort. »

Les sternutatoires sont encore connus dans les auteurs grecs et latins, sous le nom de ptarmica, du mot grec πταίρω, j’éternue.
Les sternutatoires font partie des errhins. Les errhins, mot largement en désuétude, sont des médicaments qui sont appliqués dans les cavités nasales pour augmenter la sécrétion des muqueuses nasales. Lorsqu'en plus de cet effet ils favorisent les éternuements, ils sont appelés sternutatoires. Ils font partie des anacatharses (ἀνακάθαρσις), rassemblant les « émétiques, les sternutatoires, les errhines, les masticatoires, & les mercuriaux » , dont la fonction était la purgation par le haut. Hippocrate considérait comme évident que l'on puisse évacuer à volonté l'une des quatre humeurs constitutives de la nature de l'homme, la pharmacopée hippocratique était dès lors très riche en remèdes purgatifs, diurétiques, vomitifs, expectorants, sternutatoires, sudorifiques, emménagogue.
Les sternutatoires sont aussi utilisés pour faire sortir I'arrière-faix après un accouchement et dans les avortements  (Hippocrate Aphorismes V, 49 ; Des maladies des femmes, I, 68), cela se réalisait en comprimant la bouche et les narines,.
Parmi les sternutatoire on trouvait de la poudre de myrrhe, et de la poudre d'ellébore blanc, etc. L'ellébore a un usage important durant l'Antiquité gréco-romaine, qui se prolonge jusqu'à la Renaissance.

### Usage vétérinaire
Dans le Nâçerî célèbre traité d'hippologie rédigé en l’an 1333, par Abou Bakr Ibn Badr Eddîn Ibn El Moundir El Baïtar, le poivre a été utilisé en sternutatoire (pour les chevaux). Le jetage est l'équivalent du coryza chez les chevaux : 

« Le jetage se caractérise par l'écoulement d'une humeur tombant des narines comme dans le rhume de cerveau ou coryza et le refroidissement. Lorsque la maladie est récente et que le nez commence à couler il faut insuffler dans les narines du koundous de l'Irak ou ptarmique de l'Irâk afin de provoquer l'éternuement et de faire expulser toute l'humeur. Après ce moyen on prend du sel ammoniac, de la garance, du safran de chacun une partie, on pulvérise on tamise et chaque jour on en administre comme errhin trois dirhem avec de l'eau de rose. Autre moyen : on saigne aux jugulaires et après avoir retiré la quantité de sang convenable on administre en errhin la préparation suivante : grosse huile d'olive, vin koundous ou ptarmique. L'animal guérit. »

## Le tabac en sternutatoire

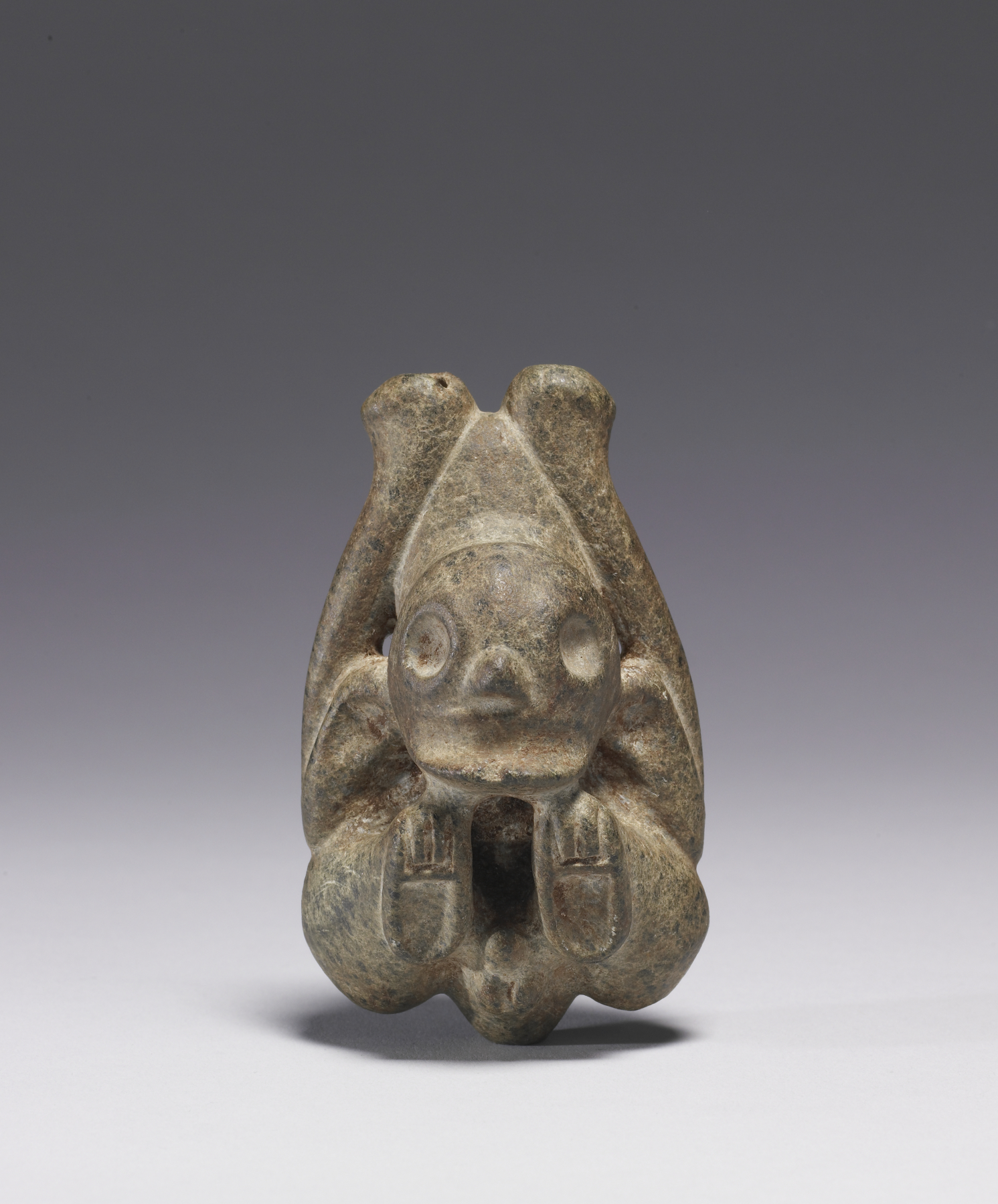
Inhalateur de drogue de Cohoba taino en forme de chaman. Entre 1000 et 1500.Walters Art Museum Cet accessoire richement ouvragé n'a pas servi à inhaler du tabac.

Les colons espagnols en Hispaniola notamment lors des voyages exploratoires de Christophe Colomb vont être confronté à des pratiques initiatiques tainos basées sur l'introduction par le nez de substances hallucinogènes nommées « Cohoba » . Les premières descriptions de la pratique de l'inhalation de cohoba datent du deuxième voyage antillais (1493-1496) de Christophe Colomb et ont été recueillies par le moine hiéronymite Ramón Pané (es). On a déterminé assez récemment que le cohoba pouvait désigner Anadenanthera peregrina (précédemment Piptadenia peregrina), bien qu'il puisse aussi s'agir d'un terme général pour des psychotropes, compris le Datura très toxique et les genres apparentés (Solanaceae). Presque tous les auteurs qui ont écrit sur l'histoire du tabac des anciens Haïtiens ont confondu le cohoba avec le tabac. L'erreur remonterait à l'ouvrage de Gonzalo Fernández de Oviedo y Valdés, la Historia general de las India de 1526 ; Oviedo ne peut parler du tabac que par ouï-dire. Il n'y a pas de mentions évidente de pratique d'utilisation du tabac en sternutatoire en Amérique du Sud, mais des pratiques de prise d'intoxicants plus puissants que le tabac, par des inhalateurs spéciaux (tube bifurqué ou tube à priser composite) probablement courantes dans toute l'Amérique du Sud,. Toutefois c'est plus ou moins selon cette légende que le tabac fut vendu par Jean Nicot en 1562, à Catherine de Médicis, destiné à un usage médicinal en sternutatoire. Le tabac est alors recommandé pour toutes les maladies de la tête provoquées par le rhume (liés à l pituite). Catherine de Médicis fut la première à l'utiliser, et cet éminent patronage décida du succès de la plante, que l'on appela « Herba Regina », Herbe à la Reine. C'est aux prétendus effets sanitaires du tabac que l'on doit son introduction honorable en Europe. Les reines et les cardinaux s'inclinèrent devant les dictons des médecins, qui semblaient considérer la plante comme un remède divin pour la plupart des maladies, et proposèrent si rapidement diverses applications, qu'elle a été baptisée « Herba Santa » et « Herba Panacea », etc. Tenu en honneur par la cour, le tabac fut tenu en abomination par les protestants.

Dans The Trial of Tobacco de 1610 du médecin anglais Edmund Gardiner, :
« Sternutatories especially those which are made of Tabacco being drawne up into the nostrels cause sneesing confuming and spending away grosse and slimie humors from the ventricles of the braine. These kind of remedies must needs doe good where the brain is repleat with many vapours for those that have a lethargy or vertiginy in all long griefes paines and aches of the head in continuall senselesses orbenumming of the braine and for a hocket that proceedeth of repletion »
« Les sternutatoires, en particulier ceux qui sont faits de tabac aspiré dans les narines, provoquent des éternuements, confondent et éliminent les humeurs grossières et visqueuses des ventricules du cerveau. Ces types de remèdes doivent nécessairement faire du bien lorsque le cerveau est rempli de nombreuses vapeurs pour ceux qui ont une léthargie ou un vertige dans tous les longs griefs, douleurs et maux de tête dans des insensibilités ou des engourdissements continuels du cerveau et pour un hoquet qui procède de la satiété »
Le manuel de Edmund Gardiner montre également que l'ellébore blanc est toujours en usage en 1610.

## Usage récréatif

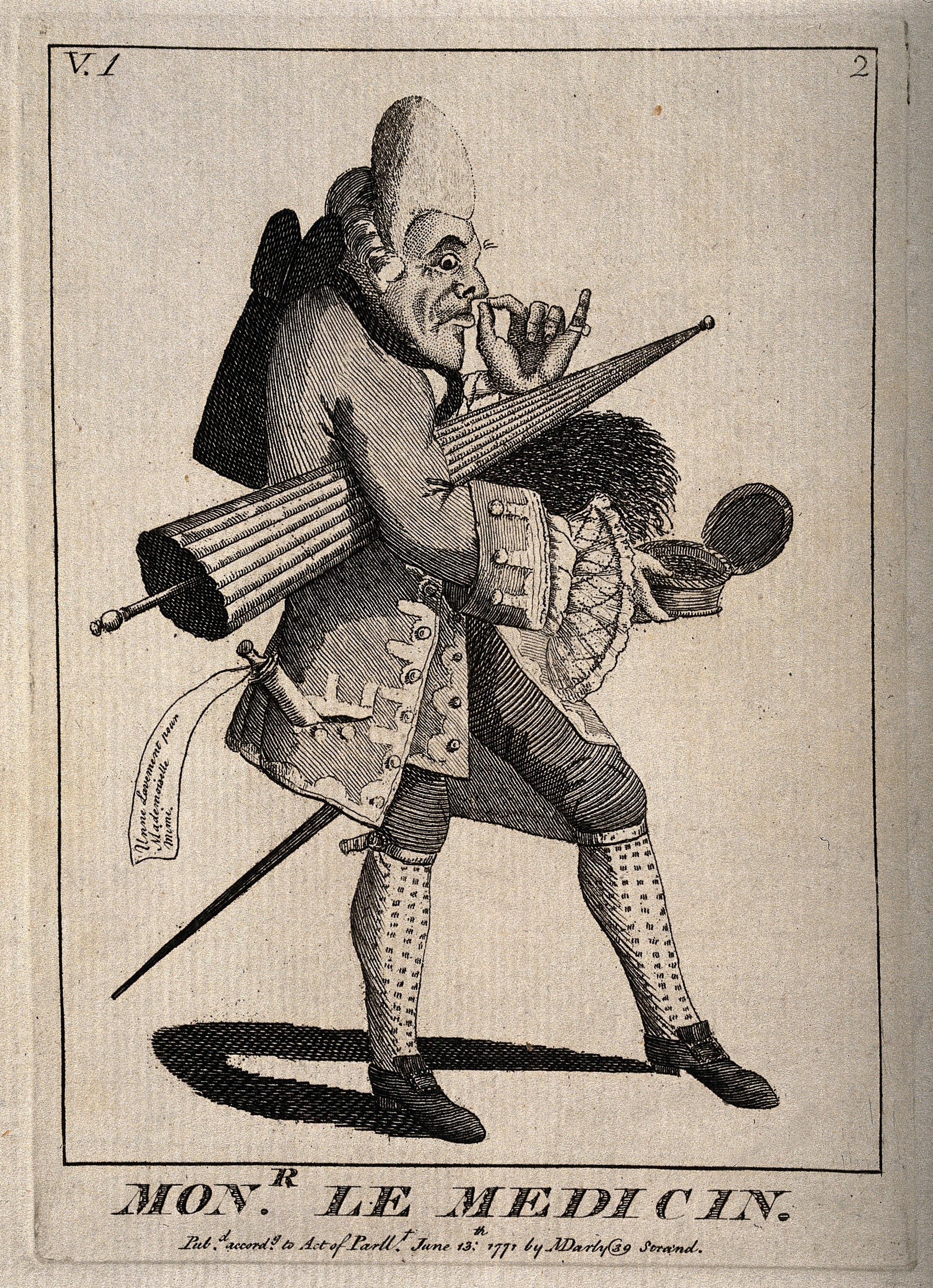
Monr.le Medicin. Unne [sic] lavement pour Mademoiselle Mimi. Médecin prisant. M. Darly, Pubd. accord. à l'Acte du Parlement. 13 juin 1771. British Museum, Catalogue of political and personal satires, vol. IV, London 1883.

Exemple d'éternuement réflexe, induit par une prise de tabac dans le film L'Éternuement de Fred Ott.

Possible détournement de leur usage médicinal, on estime qu'au Moyen Âge déjà, les milieux aristocratiques, pour « s'éclaircir les idées » ont commencé à faire usage de sternutatoires dans un but récréatif — des poudres de poire, de myrrhe, d'euphorbe ou d'autres plantes — éternuer en société était à la mode. À partir du XVIIe siècle, les tabacs à priser vont emprunter le même chemin, teints, quelquefois parfumés et même additionnés de gingembre, de moutarde ou de poivre, dans le but de déclencher de « violentes et distinguées sternutations »,. Cette pratique n'était pas déconnectée de la pratique médicale : ainsi, dans un Traité du tabac en sternutatoire de 1655 par un certain Louis Ferrant, une rimaille en forme d'approbation reprend la plupart des aspects de la médecine hippocratique.
Le tabac est décrit dans le traité comme chaud et sec, ce qui renvoie qualités élémentaires dont le galénisme à fait son socle ; les qualités sternutatoires du tabac sont identiques à d'autres substances alors en usage et citées par le traité : mastic, pyrèthre, staphisaigre, racine d'iris, poivre, muscade, gingembre, sauge, romarin, thym, lavande, laurier, marjolaine, anagallis, ellébore, euphorbe, orge brûlé, suc de roses, romaine un peu brûlée.
Dans le traité Des ballets anciens et modernes (1682) de Claude-François Ménestrier, est décrit une scène du ballet de Filippo San Martino di Agliè, dansé à Turin lors du Carnaval de 1650 et intitulé Il tabacco, dans lequel des preneurs de tabac éternuaient, et se présentant les uns aux autres, et selon des cérémonies plaisantes prenaient le tabac par pincées. Dans le Don Juan de Molière en 1665, le spectacle commence par une adresse au public, dans laquelle Sganarelle prononce un éloge des vertus médicinales et sociales du tabac et particulièrement du tabac à priser.
Il n'était pas encore question de cancer lié au tabac au XVIIe siècle. Alors que sa cancérogénicité a été de plus en plus affirmée au XVIIIe siècle, on a supposé que le tabac à priser, qui n'est mis que passagèrement en contact avec l'entrée des fosses nasales, d'où il était chassé par l'éternuement, ne pouvait produire qu'une action irritante limitée. Plusieurs chirurgiens ont cependant pu observer chez les priseurs différentes pathologies : cancer du nez, irritations chroniques, végétations épithéliales de l'entrée des narines ou de la lèvre supérieure, enfin certains cancers du pharynx ou de la face postérieure du voile du palais causés par le mucus nasal devenu le véhicule habituel du suc de tabac dans l'arrière-bouche du priseur.
La prise, associée aux milieux aristocratiques, a été réprouvée en France par les Révolutionnaires. Les effets du tabac sur la santé sont désormais connus.

## Lent déclin de l'usage médical des sternutatoires
La conception antique, selon laquelle le cerveau pourrait être le lieu de production de la pituite, de même que la théorie catarrhale des maladies a été définitivement réfutée par le De catarrhis de Conrad Victor Schneider en 1660, rendant obsolète l'idée même de « purge du cerveau ». Ill y est abondement question des errhines et des sternutatoires, mais Schneider ne fait qu'en modifier les précautions d'emploi :
« Pulver für den inneren wie äusseren Gebrauch sind, um rasch aufgesogen werden zu können, sehr fein zu bereiten. allein Niesemittel (Errhina, Sternutatoria), damit sie blos auf der untern Schleimhaut der Nase bleiben und nicht in die Stirnhöhlen (sinus frontales) gelangen, gröblich. »
— Karl Friedrich Heinrich Marx, Konrad Victor Schneider Und Die Katarrhe, 1873

« Les poudres à usage interne et externe doivent être préparées très finement pour pouvoir être absorbées rapidement, mais les agents pour éternuements (Errhina, Sternutatoria) doivent être préparés grossièrement pour qu'ils restent uniquement sur la muqueuse inférieure du nez et ne pénètrent pas dans les sinus frontaux (sinus frontales). »
— traduction littérale
Les sternutatoires figurent encore dans le Manuel Merck de diagnostic et thérapeutique publié pour la première fois par la société pharmaceutique Merck & Co. en 1899, période où les termes médicaux d'« errhines »et de « sternutatoires » semblent disparaître des pharmacopées occidentales.